# Episodi di The Haunting (prima stagione)

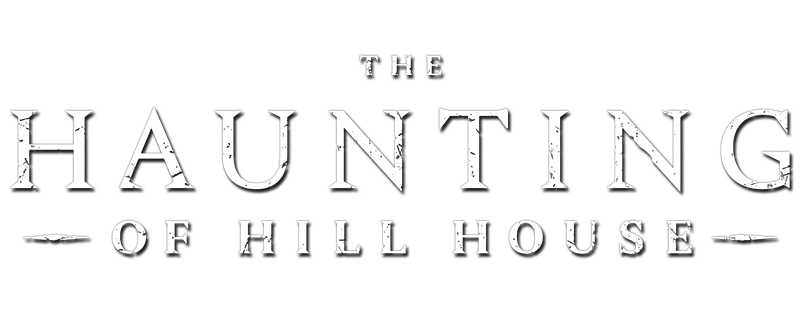
Logo della serie

La prima stagione della serie televisiva The Haunting, intitolata Hill House (The Haunting of Hill House) e composta da 10 episodi, è stata pubblicata a livello internazionale su Netflix il 12 ottobre 2018.
| nº | Titolo originale     | Titolo italiano           | Pubblicazione USA | Pubblicazione Italia |
| -- | -------------------- | ------------------------- | ----------------- | -------------------- |
| 1  | Steven Sees a Ghost  | Steven vede un fantasma   | 12 ottobre 2018   | 12 ottobre 2018      |
| 2  | Open Casket          | La bara aperta            | 12 ottobre 2018   | 12 ottobre 2018      |
| 3  | Touch                | Tatto                     | 12 ottobre 2018   | 12 ottobre 2018      |
| 4  | The Twin Thing       | Una cosa da gemelli       | 12 ottobre 2018   | 12 ottobre 2018      |
| 5  | The Bent-Neck Lady   | La donna dal collo storto | 12 ottobre 2018   | 12 ottobre 2018      |
| 6  | Two Storms           | Due temporali             | 12 ottobre 2018   | 12 ottobre 2018      |
| 7  | Eulogy               | Elogio funebre            | 12 ottobre 2018   | 12 ottobre 2018      |
| 8  | Witness Marks        | I segni testimoni         | 12 ottobre 2018   | 12 ottobre 2018      |
| 9  | Screaming Meemies    | Brutti sogni              | 12 ottobre 2018   | 12 ottobre 2018      |
| 10 | Silence Lay Steadily | Il silenzio si espande    | 12 ottobre 2018   | 12 ottobre 2018      |

## Steven vede un fantasma
- Titolo originale: Steven Sees a Ghost
- Diretta da: Mike Flanagan
- Scritta da: Mike Flanagan

### Trama
Steven Crain è uno scrittore, noto al grande pubblico per aver scritto una serie di libri su case infestate e fenomeni paranormali: primo tra tutti, il romanzo autobiografico "The Haunting of Hill House", relativo alla sua esperienza a Hill House, la casa acquistata dai genitori Olivia e Hugh, nella quale si era trasferito da adolescente insieme ai fratelli Shirley, Theo, Nell e Luke. 
Durante il breve soggiorno estivo, la famiglia Crain aveva avuto esperienze assolutamente fuori dal comune. Una notte Hugh era scappato dalla casa con i figli e la moglie Olivia era stata poi trovata morta. 
Molti anni dopo, Steven sfrutta quella sua esperienza traumatica per scrivere il suo primo libro di successo, decidendo di dividere i guadagni delle vendite coi fratelli. Molte delle esperienze che riporta nel libro, tuttavia, non le ha vissute in prima persona ed è anche piuttosto scettico sull'argomento, non credendo davvero all'esistenza di fenomeni paranormali.
Nell prova a contattare sia Steven sia Shirley, ma non ricevendo risposta decide di chiamare il padre Hugh ed esprime grande preoccupazione sulla sorte del fratello gemello Luke, che ormai da tempo è un tossicomane. Steven, tornato a casa, incontra Luke che ha appena rubato in casa sua, così decide di dargli dei soldi e lasciargli quanto ha preso tranne ciò che gli serve per il lavoro. Entrato in casa, vi trova sua sorella Nell; mentre le parla, riceve una telefonata dal padre che lo informa che Nell è andata a Hill House quella notte ed è morta: Steven capisce che quello con cui ha parlato è il fantasma di Nell, la quale tenta di comunicare con lui terrorizzandolo tanto da farlo cadere per terra.

## La bara aperta
- Titolo originale: Open Casket
- Diretta da: Mike Flanagan
- Scritta da: Mike Flanagan

### Trama
La piccola Shirley trova nei pressi di Hill House una scatola con dei gattini appena nati e riesce a convincere i genitori a permetterle di prendersi cura di loro: la morte improvvisa di tutti i gattini, però, si dimostra un'esperienza traumatica per Shirley, ossessionata dall'idea che non è riuscita a sistemare le cose e proteggerli. Tempo dopo, al funerale della madre Olivia, Shirley si avvicina con molta paura e sospetto alla bara: nota, tuttavia, la bravura dell'impresario delle pompe funebri nel sistemare la madre e darle un aspetto presentabile nonostante la morte violenta. Da adulta, Shirley gestisce insieme al marito Kevin un'impresa di onoranze funebri. Ricevuta la notizia della morte di Nell, pur essendo molto scossa, chiede di potersi occupare lei stessa del funerale della sorella e del trucco della salma.

## Tatto
- Titolo originale: Touch
- Diretta da: Mike Flanagan
- Scritta da: Liz Phang

### Trama
Alcuni flashback rivelano che Theo è in grado di percepire i sentimenti e le emozioni delle persone semplicemente toccandole. Per puro caso il piccolo Luke, giocando in casa con il montavivande, si ritrova in una stanza segreta: qui vede un fantasma che lo attacca, ma fortunatamente viene tirato fuori grazie all'intervento dei genitori. Nessuno in famiglia, tuttavia, sembra credergli; è Theo qualche giorno dopo a scoprire la porta nascosta che conduce al seminterrato. La madre Olivia le rivela che anche la nonna era una sensitiva e ha trasmesso questo "dono" prima a lei e poi alla nipote; per controllare questo "potere" ed evitare di avere visioni continuativamente, le regala un paio di guanti, che Theo inizia a indossare nonostante le alte temperature estive.
Da adulta, Theo è una psicologa pediatrica che si occupa di casi di affidamento: incontra una bambina che racconta di essere tormentata da uno strano "Signor Sorriso" (Mr. Smiley), un mostro che vive nel seminterrato di casa sua. Theo si reca a casa della bambina e, con la scusa di dover conoscere l'ambiente in cui vive la piccola, si fa guidare nel seminterrato dove, iniziando a toccare gli oggetti, scopre la triste verità: il padre affidatario abusa della bambina. Così lo denuncia alle autorità e l'uomo confessa quasi immediatamente. Theo si reca, in seguito, all'obitorio e, dopo essersi sfilata i guanti, tocca la fronte di Nell: inizia a gridare e collassa a terra.
Un nuovo flashback rivela che la notte della fuga da Hill House, Theo, toccando il braccio del padre, aveva visto un'immagine confusa nella quale Olivia viene spinta contro una parete con forza dal marito e sbatte la testa.

## Una cosa da gemelli
- Titolo originale: The Twin Thing
- Diretta da: Mike Flanagan
- Scritta da: Scott Kosar

### Trama
Il piccolo Luke è frustrato perché la sua famiglia non crede mai a ciò che dice di vedere. Racconta, infatti, di incontrare nei pressi di Hill House una bambina di nome Abigail, ma tutti insistono che è solo un'amica immaginaria frutto della fantasia di Luke. Si fa dare dalla madre una bombetta trovata nella casa e la indossa frequentemente; tuttavia nel cuore di una notte si sveglia e vede in camera sua lo spirito di un uomo alto che viene a riprendersi il cappello. Si scopre, inoltre, che lui e Nell condividono una "cosa da gemelli" sin da piccoli, dal momento che ciascuno è in grado di sentire le sofferenze dell'altro.
Nel presente, Luke è determinato a continuare il programma di disintossicazione ed è ormai 'pulito' da 90 giorni. Al centro di recupero, Luke incontra Joey e i due si aiutano a vicenda: tuttavia, dopo una lunga astinenza, Joey scappa dal centro; Luke abbandona la struttura, venendone così bandito, per andare a cercarla e la trova in strada mentre acquista una dose di eroina.
Senza soldi e rimasto ormai senza un posto per passare la notte, Luke si precipita a casa di Steve per rubargli una macchina fotografica e altri oggetti da rivendere: sulle scale, però, incontra il fratello che gli dà dei soldi, convinto che il giovane abbia bisogno di denaro per comprare delle dosi. Joey inganna Luke e, presi i soldi, scappa. Luke viene aggredito per strada, rimane senza scarpe e continua a vedere lo spettro dell'uomo con la bombetta dietro di lui. In preda alla disperazione, Luke telefona al centro di recupero, implorando la responsabile di riprenderlo e assicurando di essere rimasto 'pulito' per tutto il tempo. Mentre è in strada e continua ad avere forti brividi per il freddo perché è legato alla gemella Nell' che è morta ed è in una cella frigorifera, Luke viene raggiunto da Steve che gli rivela che Nell è morta. Luke, scosso per la notizia e reggendosi a fatica in piedi, gli risponde che non può essere stato un suicidio.

## La donna dal collo storto
- Titolo originale: The Bent-Neck Lady
- Diretta da: Mike Flanagan
- Scritta da: Meredith Averill

### Trama
La piccola Nell è tormentata dalla visione di uno spettro con il collo rotto, che inizia a chiamare la donna dal collo storto, mentre lei si ritrova paralizzata al letto. Ormai adulta, incontra un tecnologo del sonno di nome Arthur per curare le sue paralisi nel sonno: i due si innamorano e iniziano subito a frequentarsi. La terapia sembra funzionare tanto che gli attacchi di Nell si fanno sempre più rari e anche le visioni della donna dal collo storto si sono interrotte. A una festa di Capodanno, Arthur chiede a Nell di sposarlo e lei accetta: i due si sposano poco dopo. Una notte Nell ha un episodio di paralisi nel sonno e Arthur, svegliatosi per aiutarla, subito dopo si accascia a terra e muore per un aneurisma cerebrale: Nell, ancora a letto paralizzata, si trascina a fatica sul corpo del marito e vede di fronte a sé lo spettro della donna dal collo storto. Nell non sembra accettare la morte di Arthur e inizia ad avere contrasti con i fratelli Steven e Theo; pur seguita da un terapista, non prende le medicine che costui le prescrive perché è legata a suo fratello gemello Luke che è tossicodipendente e dopo una seduta decide di tornare a Hill House, dove tutto è iniziato, per affrontare il proprio passato che continua a tormentarla. Prende un aereo per Boston e di notte entra a Hill House: si trova al centro di un vero e proprio idillio familiare, dal momento che rivede i genitori e i fratelli salutarla e accoglierla calorosamente perché è tornata a casa; vede anche Arthur, vestito come il giorno del loro matrimonio, e inizia a ballare con lui per la casa. Invitata dalla madre a seguirla al piano di sopra per prendere un tè, mette un cappio al collo immaginando che in realtà sia la madre a metterle un ciondolo e d'improvviso viene spinta giù da Olivia, il che le causa la rottura del collo. Nel morire, vede se stessa cadere e viaggiare nel passato: si scopre così che è lei lo spettro della donna dal collo storto che la tormentava da bambina e, quindi, uno dei fantasmi della casa.

## Due temporali
- Titolo originale: Two Storms
- Diretta da: Mike Flanagan
- Scritta da: Mike Flanagan e Jeff Howard

### Trama
L'intero episodio ruota attorno a due temporali: il primo, avvenuto nel passato, quando la famiglia Crain stava ad Hill House, e il secondo nel presente, la notte prima del funerale di Nell, con il padre e tutti i fratelli che si riuniscono nel salone della casa di Shirley per vedere la salma della ragazza morta; per la prima volta da quando hanno lasciato la casa dopo la morte di Olivia, Hugh e i figli Steve, Theo, Shirley e Luke si trovano insieme nella stessa stanza.
Durante il temporale del passato, la piccola Nell scompare. Tutti iniziano a cercarla, ma Olivia inizia a vedere degli spiriti aggirarsi per i corridoi della casa; i bambini, invece, rimasti al piano di sotto, vedono una strana creatura, simile a un cane. D'improvviso Nell viene ritrovata, ma con grande meraviglia di tutti dice di essere rimasta lì ferma per tutto il tempo, gridando, ma nessuno sembrava riuscire a vederla o sentirla.
A casa di Shirley, ciascuno inizia a raccontare un episodio o un aneddoto riguardante Nell; però, i ricordi vengono interrotti da strani accadimenti: Steve vede il fantasma della madre Olivia, va via la corrente, nonostante in tutte le case vicine ci sia, e il generatore di riserva sembra non funzionare; qualcosa, inoltre, sembra interferire con la salma, tanto che vengono ritrovati dei bottoni sugli occhi di Nell. Steve, convinto che Nell fosse malata di mente come sua madre, chiede spiegazioni al padre su quanto accaduto a Hill House e si arriva a un duro confronto tra i due. Shirley scopre che suo marito ha per anni accettato, a sua insaputa, i soldi ricavati dalle vendite del libro di Steve, soldi che lei aveva rifiutato perché considerati sporchi del sangue della morte della madre. La discussione tra i fratelli e il padre si fa sempre più accesa, finché la bara di Nell cade al suolo: lo spirito di Nell era rimasto nella stanza per tutto il tempo, senza che nessuno potesse vederlo.
- Note. Pur essendo ambientata in tempi e luoghi molto diversi, la puntata è quasi interamente girata come un finto lungo pianosequenza.

## Elogio funebre
- Titolo originale: Eulogy
- Diretta da: Mike Flanagan
- Scritta da: Charise Castro Smith

### Trama
Durante il funerale di Nell, si scopre che Hugh continua a vedere e parlare quotidianamente col fantasma di Olivia: provando a instaurare di nuovo con i figli un rapporto interrotto ormai da tanti anni, viene respinto da Shirley; riesce, tuttavia, a intrattenersi qualche minuto con Theo e i due ammettono i propri errori e fanno ammenda.
Nel passato, dopo un temporale molto violento, Hugh sta perlustrando la casa col signor Dudley per controllare i danni; la muffa sulle pareti li porta a pensare a una qualche perdita, la cui fonte, però, non riescono in alcun modo a trovare. Ed è proprio durante questo sopralluogo che l'uomo rivela a Hugh alcuni particolari della vita dei precedenti proprietari di Hill House; inoltre, consiglia a Hugh di far allontanare un po' Olivia da Hill House, esattamente come aveva fatto lui con la moglie qualche anno prima in seguito a stranissime esperienze avvenute nella casa dopo il tramonto: i due, infatti, ancora traumatizzati non rimangono mai nella casa dopo il calar del sole. Hugh e Olivia decidono che sia meglio per la donna andar via per un po' di tempo. Hugh scopre lo scheletro di William Hill, il precedente proprietario della casa, dietro una parete.
Al funerale di Nell, Luke viene spaventato dallo spettro della madre, che poi fa una seconda apparizione all'ufficio di Shirley qualche ora più tardi. Poco dopo la cerimonia, Luke si allontana di casa senza avvisare nessuno.

## I segni testimoni
- Titolo originale: Witness Marks
- Diretta da: Mike Flanagan
- Scritta da: Jeff Howard e Rebecca Klingel

### Trama
Steven e Hugh sono in auto alla ricerca di Luke. Steven rivela al padre che è convinto che la famiglia sia completamente pazza, probabilmente per qualche problema genetico: da giovane si era sottoposto a una vasectomia proprio per evitare di contagiare i figli e diffondere il seme della malattia. Hugh gli rivela che anche lui, sebbene non se ne sia mai accorto e ora accusi di pazzia gli altri, ha avuto esperienze paranormali da bambino: ad esempio, la casa sull'albero nella quale giocava con Luke non era mai esistita. Gli spiega, inoltre, che lui e la famiglia sono per la casa come un pasto non ancora consumato.
Shirley e Theo attendono che Luke usi la carta di credito rubata così da sapere dove si trova. Iniziano a discutere, ma all'improvviso smettono a causa di strani colpi alle finestre e alle pareti. A un tratto la notifica tanto attesa arriva e Shirley scopre che Luke ha fatto rifornimento in un distributore nei pressi di Hill House. Le due sorelle si mettono in auto dirette a Hill House; durante l'ennesima discussione, appare il fantasma di Nell a spaventarle.
Luke, ormai entrato nella casa, cerca di darle fuoco, ma non vi riesce: viene infatti distratto dallo spettro di Olivia.

## Brutti sogni
- Titolo originale: Screaming Meemies
- Diretta da: Mike Flanagan
- Scritta da: Meredith Averill

### Trama
Hugh ricorda quando la moglie Olivia, osservando i due figli gemelli addormentati sul divano, gli confessa il desiderio di vederli così per sempre. Entrando nella sua sala di lettura, Olivia si rende conto di essere nell'obitorio dove sono deposti i corpi ormai adulti di Nell e Luke. Si sveglia, poi, nel cuore della notte e fa conoscenza con il fantasma di Poppy Hill. Così, su proposta del marito, la donna decide di lasciare la casa il mattino seguente per poter riposare a casa della sorella Janet; in realtà, si scopre che va a dormire in un motel nei pressi della casa e pochi giorni dopo fa ritorno a Hill House. È l'ultima notte che la famiglia trascorre nella casa: Olivia, visibilmente agitata, sveglia i due gemelli e Abigail, la bambina ritenuta l'amica immaginaria di Luke ma lì presente insieme con i figli, portandoli nella stanza rossa per bere il tè. Shirley, notando lo strano comportamento della madre in cucina, corre a svegliare il padre, il quale si rende conto che Olivia ha messo del veleno per topi nel tè; quando arriva nella stanza è ormai troppo tardi per Abigail, che ha già bevuto la bevanda avvelenata. Hugh riesce, però, a salvare i due figli e li porta via, insieme agli altri tre, da Hill House. Olivia, rimasta sola in casa e con il fantasma di Poppy che la invita a svegliarsi dall'incubo, si lancia dalle scale a chiocciola e muore.

## Il silenzio si espande
- Titolo originale: Silence Lay Steadily
- Diretta da: Mike Flanagan
- Scritta da: Mike Flanagan

### Trama
Steven e Hugh vedono Luke steso sul pavimento della stanza rossa con un ago nel braccio, in seguito al fallito tentativo di dar fuoco a Hill House. Steven rimane bloccato all'interno della stanza e si sveglia dopo un incubo: vede intorno a sé Luke ormai in punto di morte, Theo e Shirley incoscienti e anche loro alle prese con dei sogni rivelatori sulle loro vite.
Olivia, Abigail e la piccola Nell appaiono nel sogno di Luke: la madre lo esorta a rimanere con loro, ma Nell gli dice invece di andarsene. Luke si sveglia, infine, senza fiato, e indica lo spettro di Nell grato alla sorella per averlo salvato. Nell spiega che la stanza rossa è lo "stomaco della casa" ed è la stanza nella quale ognuno di loro ha vissuto una fantasia personale: essa è stata la sala lettura di Olivia non meno che la casa sull'albero di Luke, e così via. Prima di sparire, Nell aggiunge che è sicura che si siano amati completamente l'un l'altro. Olivia è contraria a che i figli se ne vadano da Hill House, ma Hugh la convince ad aprire la porta della stanza rossa e lasciarli scappare, in cambio della propria stessa vita. Prima di uscire, Hugh trattiene Steven per mostrargli come è avvenuta la morte di Olivia. Si scopre che Abigail è la figlia dei Dudley: questi persuadono il giovane Hugh a mantenere segreta la morte della bambina. Hugh, ormai morto, entra nella stanza e si ricongiunge alla moglie e a Nell.
Due anni dopo, i fratelli hanno ormai ricostruito un rapporto, si sono riconciliati e festeggiano insieme l'astinenza di Luke.